# 전북특별자치도 부지사
전북특별자치도 부지사(全北特別自治道 副知事)는 전북특별자치도지사를 보좌하여 전북특별자치도청의 행정사무를 관장하는 고위공무원이다.
행정부지사, 정무부지사 등 총 2명을 두며, 행정부지사는 국가직 가급 상당의 고위공무원으로, 정무부지사는 지방관리관으로 보한다.
전북특별자치도지사의 사고시 행정부지사, 정무부지사의 순으로 그 직무를 대행한다.

## 현임 부지사
- 행정부지사: 노홍석
- 경제부지사: 김종훈

## 역대 부지사

### 전라북도 부지사
| 대수 | 이름           | 임기                               | 비고                         |
| ---- | -------------- | ---------------------------------- | ---------------------------- |
| 1대  | 윤상희(尹相曦) | 1945년 8월 16일 ~ 1945년 10월 4일  | 조선총독부 전라북도 참여관   |
| 2대  | 로빈슨         | 1945년 10월 5일 ~ 1945년 10월 20일 | 현역 미군 육군 대위          |
| 대리 | 윤상희(尹相曦) | 1945년 10월 5일 ~ 1945년 12월 31일 | 1945년 12월 말까지 직무 유지 |
| 3대  | 베이커         | 1945년 10월 21일 ~ 1946년 2월 14일 | 현역 미군 육군 대위          |

### 전라북도 기획조정관
| 대수 | 이름   | 임기                         | 비고 |
| ---- | ------ | ---------------------------- | ---- |
| 1대  | 임석우 | 1962년 2월 ~ 1964년 1월 10일 |      |

### 전라북도 부지사
| 대수 | 이름            | 임기                               | 비고 |
| ---- | --------------- | ---------------------------------- | ---- |
| 1대  | 임석우          | 1964년 1월 11일 ~ 1965년 1월 15일  |      |
| 2대  | 장수영          | 1965년 1월 16일 ~ 1966년 7월 8일   |      |
| 3대  | 이인철          | 1966년 7월 9일 ~ 1968년 3월 17일   |      |
| 4대  | 손수익          | 1968년 3월 18일 ~ 1969년 10월 24일 |      |
| 5대  | 조병규          | 1969년 10월 25일 ~ 1970년 3월 11일 |      |
| 6대  | 이해권(李海權)  | 1970년 3월 12일 ~ 1971년 8월 10일  |      |
| 7대  | 김해두          | 1971년 8월 11일 ~ 1972년 7월 15일  |      |
| 8대  | 안갑준          | 1972년 7월 16일 ~ 1973년 7월 8일   |      |
| 9대  | 한정수 (韓程洙) | 1973년 7월 9일 ~ 1975년 3월 27일   |      |
| 10대 | 최종호          | 1975년 3월 28일 ~ 1976년 10월 21일 |      |
| 11대 | 이상희          | 1976년 10월 22일 ~ 1977년 7월 19일 |      |
| 12대 | 정규남          | 1977년 7월 20일 ~ 1979년 1월 14일  |      |
| 13대 | 강우혁          | 1979년 1월 15일 ~ 1979년 7월 15일  |      |
| 14대 | 전병우          | 1979년 7월 16일 ~ 1981년 3월 9일   |      |
| 15대 | 이길연          | 1981년 4월 22일 ~ 1981년 6월 30일  |      |

### 전라북도 제1부지사
| 대수 | 이름   | 임기                             | 비고 |
| ---- | ------ | -------------------------------- | ---- |
| 1대  | 이길연 | 1981년 7월 1일 ~ 1981년 11월 8일 |      |

### 전라북도 제2부지사
| 대수 | 이름   | 임기                             | 비고 |
| ---- | ------ | -------------------------------- | ---- |
| 1대  | 최인기 | 1981년 7월 1일 ~ 1981년 11월 8일 |      |

### 전라북도 부지사
| 대수 | 이름           | 임기                               | 비고 |
| ---- | -------------- | ---------------------------------- | ---- |
| 1대  | 이길연         | 1981년 11월 9일 ~ 1981년 12월 3일  |      |
| 2대  | 한양수(韓陽洙) | 1981년 12월 4일 ~ 1983년 12월 27일 |      |
| 3대  | 구용상(具龍相) | 1983년 12월 28일 ~ 1984년 7월 18일 |      |
| 4대  | 최용복(崔容福) | 1985년 3월 11일 ~ 1985년 12월 13일 |      |
| 5대  | 이해권(李海權) | 1985년 12월 14일 ~ 1987년 2월 13일 |      |
| 6대  | 강상원(姜相遠) | 1987년 2월 14일 ~ 1989년 2월 1일   |      |
| 7대  | 육종진(陸鍾振) | 1989년 2월 28일 ~ 1992년 7월 4일   |      |
| 8대  | 이상칠(李相七) | 1992년 7월 5일 ~ 1993년 9월 13일   |      |
| 9대  | 이봉섭(李鳳燮) | 1993년 9월 14일 ~ 1994년 3월 22일  |      |
| 10대 | 김인식(金仁植) | 1994년 3월 23일 ~ 1995년 6월 30일  |      |

### 전라북도 행정부지사
| 대수     | 이름            | 임기                                | 비고 |
| -------- | --------------- | ----------------------------------- | ---- |
| 1대      | 김인식(金仁植)  | 1995년 7월 1일 ~ 1995년 8월 6일     |      |
| 2대      | 송하철(宋河澈)  | 1995년 8월 7일 ~ 1998년 1월 15일    |      |
| 3대      | 서형락(徐亨樂)  | 1998년 1월 16일 ~ 1998년 9월 1일    |      |
| 직무대리 | 주우철(朱尤哲)  | 1998년 9월 2일 ~ 1998년 10월 14일   |      |
| 4대      | 주우철(朱尤哲)  | 1998년 10월 15일 ~ 1999년 12월 26일 |      |
| 직무대리 | 이성열(李星烈)  | 1999년 12월 27일 ~ 2000년 1월 1일   |      |
| 5대      | 이성열(李星烈)  | 2000년 1월 1일 ~ 2001년 2월 11일    |      |
| 서리     | 채규정(蔡奎晶)  | 2001년 2월 12일 ~ 2002년 3월 4일    |      |
| 직무대리 | 채규정(蔡奎晶)  | 2001년 3월 5일 ~ 2001년 3월 6일     |      |
| 6대      | 채규정(蔡奎晶)  | 2001년 3월 7일 ~ 2002년 4월 7일     |      |
| 7대      | 한계수(韓桂洙)  | 2002년 4월 8일 ~ 2003년 8월 21일    |      |
| 8대      | 이형규(李亨奎)  | 2003년 8월 22일 ~ 2006년 7월 23일   |      |
| 9대      | 전희재(全熙宰)  | 2006년 7월 31일 ~ 2007년 12월 17일  |      |
| 10대     | 이경옥(李京玉)  | 2007년 12월 20일 ~ 2010년 9월 12일  |      |
| 11대     | 정헌율          | 2010년 9월 13일 ~ 2012년 9월 3일    |      |
| 12대     | 박성일(朴成一)  | 2012년 9월 4일 ~ 2013년 12월 2일    |      |
| 13대     | 심덕섭          | 2013년 12월 3일 ~ 2014년 12월 17일  |      |
| 14대     | 심보균          | 2014년 12월 18일 ~ 2015년 12월 15일 |      |
| 15대     | 김일재          | 2015년 12월 16일 ~ 2017년 9월 12일  |      |
| 16대     | 김송일          | 2017년 9월 13일 ~ 2019년 3월        |      |
| 17대     | 최용범          | 2019년 3월 22일 ~ 2020년 8월 23일   |      |
| 18대     | 최훈(崔薰)      | 2020년 8월 24일 ~ 2021년 8월 17일   |      |
| 직무대리 | 강승구 (姜承求) | 2021년 8월 18일 ~ 2021년 8월 29일   |      |
| 19대     | 조봉업(曺捧業)  | 2021년 8월 30일 ~ 2023년 4월 21일   |      |
| 20대     | 임상규(林相圭)  | 2023년 4월 22일 ~ 2024년 3월 31일   |      |
| 21대     | 최병관(崔炳官)  | 2024년 4월 1일 ~ 2025년 4월 28일    |      |
| 직무대리 | -               | 2025년 4월 29일 ~ 2025년 5월 19일   |      |
| 22대     | 노홍석 (盧泓錫) | 2025년 5월 20일 ~                   |      |

### 전라북도 정무부지사
| 대수     | 이름           | 임기                               | 비고 |
| -------- | -------------- | ---------------------------------- | ---- |
| 1대      | 김철규(金喆奎) | 1995년 7월 8일 ~ 1996년 6월 24일   |      |
| 직무대리 | 노장탁(盧張鐸) | 1996년 7월 12일 ~ 1996년 8월 5일   |      |
| 2대      | 태기표(太基杓) | 1996년 8월 6일 ~ 1997년 4월 19일   |      |
| 3대      | 채수일(蔡秀一) | 1997년 4월 29일 ~ 2000년 6월 30일  |      |
| 4대      | 장세환(張世煥) | 2000년 7월 1일 ~ 2001년 7월 2일    |      |
| 5대      | 강재수(姜宰秀) | 2001년 7월 3일 ~ 2002년 6월 30일   |      |
| 6대      | 김대곤(金大坤) | 2002년 7월 1일 ~ 2003년 8월 21일   |      |
| 7대      | 한계수(韓桂洙) | 2003년 8월 22일 ~ 2005년 12월 8일  |      |
| 8대      | 이승우(李升雨) | 2005년 12월 9일 ~ 2006년 6월 29일  |      |
| 직무대리 | 안경세(安世景) | 2006년 6월 30일 ~ 2006년 8월 13일  |      |
| 9대      | 김재명(金載明) | 2006년 8월 21일 ~ 2007년 5월 30일  |      |
| 직무대리 | 박성일(朴成一) | 2007년 6월 1일 ~ 2007년 7월 25일   |      |
| 10대     | 한명규(韓明奎) | 2007년 7월 26일 ~ 2009년 1월 15일  |      |
| 직무대리 | 심보균         | 2009년 1월 16일 ~ 2009년 2월 5일   |      |
| 11대     | 송완용(宋完庸) | 2009년 2월 6일 ~ 2010년 2월 8일    |      |
| 직무대리 | 김일재         | 2010년 2월 9일 ~ 2010년 6월 30일   |      |
| 12대     | 박종문         | 2010년 7월 7일 ~ 2011년 7월 31일   |      |
| 13대     | 김승수         | 2011년 8월 16일 ~ 2013년 9월 4일   |      |
| 14대     | 김영           | 2013년 9월 11일 ~ 2014년 6월 27일  |      |
| 15대     | 이형규(李亨奎) | 2014년 7월 9일 ~ 2016년 10월 4일   |      |
| 16대     | 진홍           | 2016년 10월 5일 ~ 2017년 10월 15일 |      |
| 17대     | 최정호         | 2017년 10월 16일 ~ 2018년 12월     |      |
| 18대     | 이원택         | 2019년 2월 15일 ~ 2019년 9월 10일  |      |
| 19대     | 우범기(禹范基) | 2019년 9월 19일 ~ 2021년 9월 3일   |      |
| 20대     | 신원식(申元植) | 2021년 9월 7일 ~ 2022년 6월 30일   |      |
| 21대     | 김종훈(金鍾熏) | 2022년 7월 1일 ~ 2022년 9월 29일   |      |

### 전라북도 경제부지사
| 대수 | 이름           | 임기              | 비고 |
| ---- | -------------- | ----------------- | ---- |
| 1대  | 김종훈(金鍾熏) | 2022년 9월 30일 ~ |      |